# Zálesná Zhoř
Zálesná Zhoř (deutsch Salesna Shorsch, auch Zhorz) ist eine Gemeinde in Tschechien. Sie liegt sechs Kilometer südöstlich von Velká Bíteš und gehört zum Okres Brno-venkov.

## Geographie
Zálesná Zhoř befindet sich in der Bobravská vrchovina am rechten Ufer des Baches Bílá voda, der nördlich des Dorfes entspringt. Das Dorf ist auf allen Seiten von Wäldern umgeben. Östlich erhebt sich die Prachová (530 m), an deren südlichen Fuße liegt die Quelle des Flusses Bobrava. Nördlich von Zálesná Zhoř führt die Autobahn D1/E 55/E 65 durch den Wald; die nächste Abfahrt 168 Devět křížů liegt anderthalb Kilometer nördlich bei Lesní Hluboké, eine direkte Verbindung dorthin besteht nicht. Nordöstlich liegt die Autobahnmeisterei und Polizeiwache Devět křížů.
Nachbarorte sind Přibyslavice, Otmarov, Devět Křížů und Radoškov im Norden, Lesní Hluboké und Šmelcovna im Nordosten, Javůrek, Domašov und Rudka im Osten, Zhořský Dvůr und Litostrov im Südosten, Zbraslav im Süden, Újezd u Rosic, Příčnice und Stanoviště im Südwesten, Krokočín und Ludvíkov im Westen sowie Košíkov und Janovice im Nordwesten.

## Geschichte

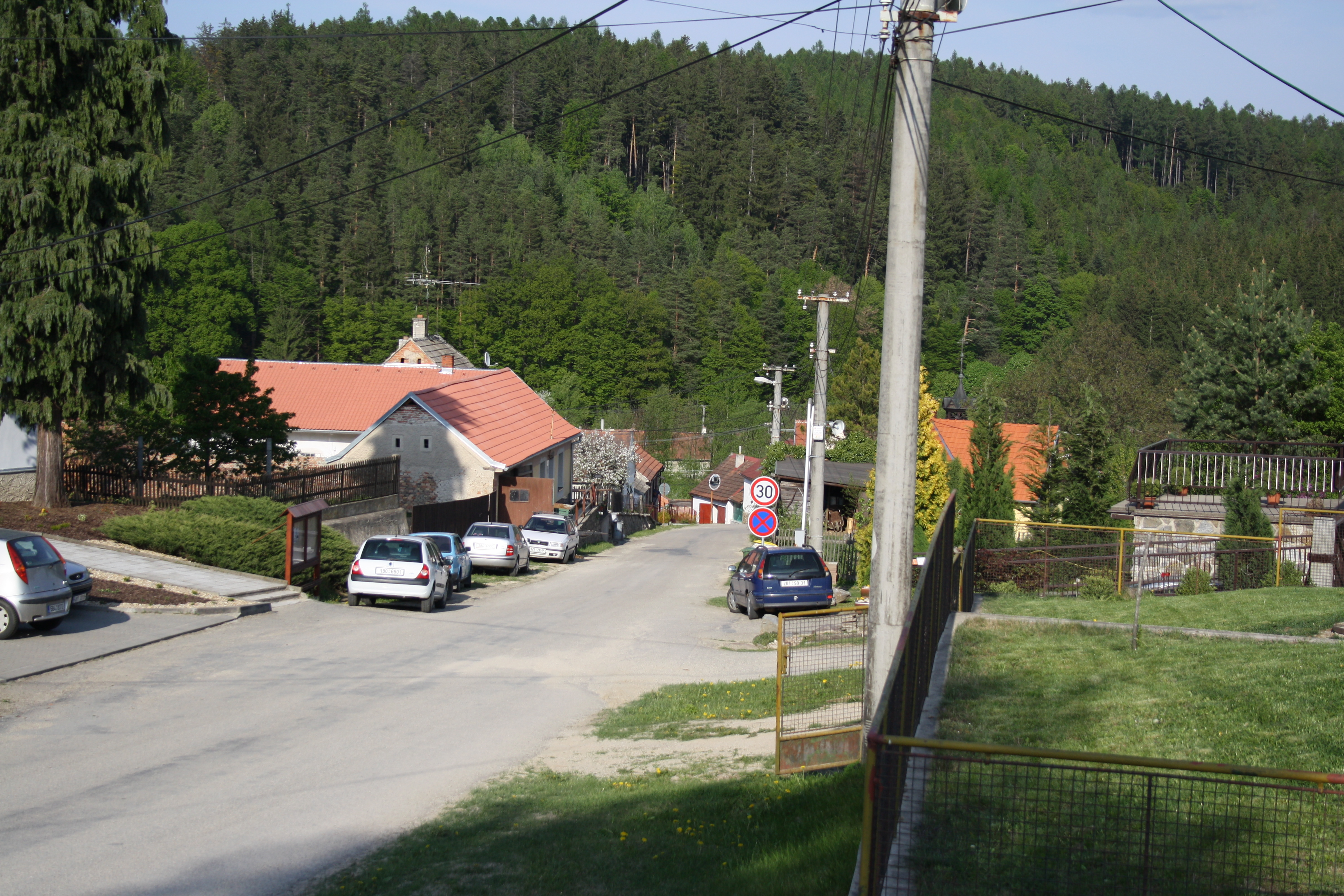
Ortsansicht

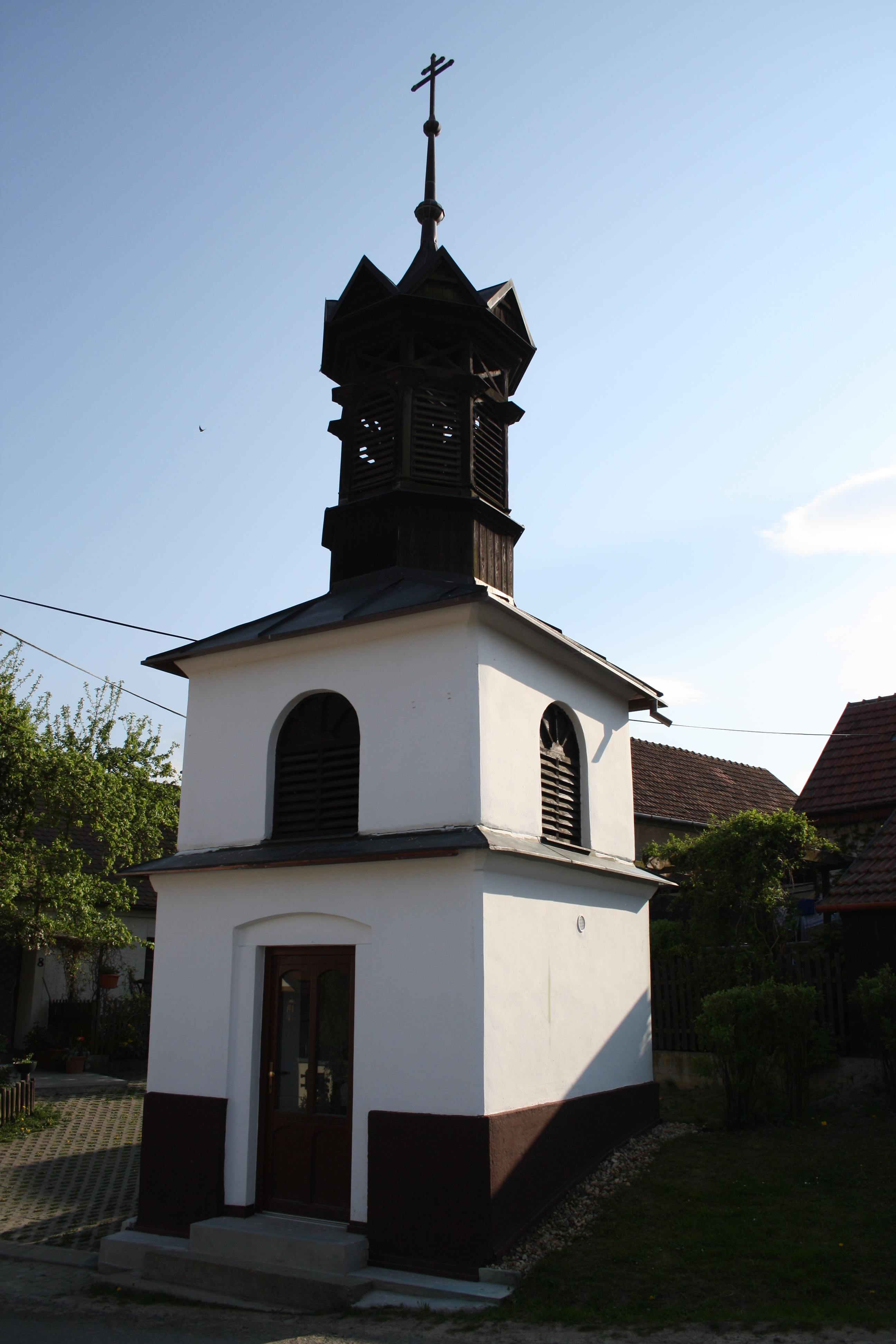
Glockenturm

Die erste schriftliche Erwähnung des Ortes erfolgte im Jahre 1358. Pfarrort war Zbraslav und seit dem 16. Jahrhundert auch Schulort.
Nach der Aufhebung der Patrimonialherrschaften bildete Zhoř ab 1850 einen Ortsteil der Gemeinde Zbraslav im Brünner Bezirk. Ab 1878 gehörte Zhoř als Ortsteil zu Stanoviště. Im Jahre 1900 kam der Ort zum Bezirk Velké Meziříčí und erlangte 1907 unter dem Namen Zálesná Zhoř die Eigenständigkeit. 1911 wurde in Zálesná Zhoř eine eigene Dorfschule eingeweiht. Nach dessen Aufhebung kam Zálesná Zhoř 1961 zum Okres Brno-venkov. 1980 wurde Zálesná Zhoř nach Zbraslav eingemeindet. Seit 1990 besteht die Gemeinde wieder.
Am Johannistag findet in Zálesná Zhoř eine Wallfahrt statt.

## Gemeindegliederung
Für die Gemeinde Zálesná Zhoř sind keine Ortsteile ausgewiesen. Zu Zálesná Zhoř gehört die Einschicht Zhořský Dvůr (Zhorzer Meierhof).

## Sehenswürdigkeiten
- Glockenturm
- Naturreservat Zhořská mokřina einem Seitental des Bilá voda, nördlich des Dorfes am Weg Na Výhoně, 1984 wurde das Orchideenvorkommen unter Schutz gestellt
- Neun Holzkreuze in Devět Křížů